# Synapsis simplex
Synapsis simplex là một loài bọ cánh cứng trong họ Bọ hung (Scarabaeidae).